# Carl Waldemar Olson

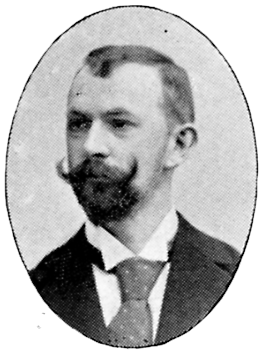
Carl Waldemar Olson, 1901

Carl Waldemar Olson (* 22. August 1864 in Göteborg; † 1940 ebenda) war ein schwedischer Maler. Olson, auch Olsson, machte sich in erster Linie als Landschafts- und Genremaler einen Namen. Carl Waldemar Olson war Mitglied des schwedischen Künstlerverbundes Konstnärsförbundet, der 1920 aufgelöst wurde.

## Leben
Carl Waldemar Olson ist der Sohn des Göteborger Kapitäns Benjamin Olsson (1817–1886) und dessen Frau Josephine Elisabeth Edel (1824–1883). Das Paar hatte sieben Kinder, aber nur drei von ihnen erreichten das Erwachsenenalter: John (Johan) Edvard (1849–1937) war damals einer der größten Reeder in Schweden und Kommunalpolitiker in Göteborg. Robert Emanuel (1862–1922) arbeitete als Bezirksrichter in Aspeland und Handbörd. Der jüngste der drei Brüder, Carl Waldemar, wurde Künstler.
Zunächst studierte Olson von 1886 bis 1889 als Schüler von Carl Larsson und Bruno Liljefors an der Zeichen- und Malschule des städtischen Museums (Göteborgs museums konstskola). Carl Larsson, einer der bekanntesten Maler Schwedens, war Gründungsmitglied des sogenannten Opponentenverbundes, aus dem später der Künstlerverbund hervorging. So wie Larsson einige Jahre zuvor und viele seiner Landsleute, hielt sich Olson von 1889 bis 1891 in Frankreich auf und studierte in Paris unter Gabriel Ferrier, François Flameng und Léon Bonnat. Während dieser Zeit arbeitete er auch in der international bedeutenden Künstlerkolonie in Grez-sur-Loing. Das Schaffen der Künstler in dem kleinen Ort südlich von Paris hatte maßgeblichen Einfluss auf die Malerei des ausgehenden 19. Jahrhunderts in Schweden. Olson zog es auch nach seiner Heimkehr immer wieder ins Ausland: Im Jahr 1892 war er in Portugal, zwei Jahre später in Südamerika. 1908 hielt sich Olson in Dänemark auf und reiste 1910 nach Italien. Olson war auch in den USA. Wann genau, ist jedoch nicht zweifelsfrei zu klären. Es gibt ein Gemälde mit dem Titel „Sunset over North Carolina Stream“ von 1916. Olson besuchte auch die britische Insel, worauf eine Skizze aus dem Hafengelände in Cardiff schließen lässt.

## Werk
Olsons Bildwelt ist von einer naturnahen Detailverliebtheit und üppigen, dekorativen Farbigkeit geprägt. Sein Malstil wurde stark vom französischen Impressionismus beeinflusst. Zuweilen finden sich erstaunliche Parallelen zu den Handschriften deutscher Künstler, wie Sascha Schneider, Max Klinger oder Max Pietschmann. Auch zahlreiche deutsche Künstler, wie beispielsweise Max Pietschmann, gingen – nach ihrem Studium in der Heimat – nach Paris, um sich dort weiter ausbilden zu lassen. Carl Waldemar Olson malte hauptsächlich Landschaften, aber auch Figuren und Stillleben in Öl und Aquarell. Einige seiner Werke sind im Göteborger Kunstmuseum zu sehen.
Folgende Werke von Olson sind nachgewiesen (vgl. Albin Hildebrand: Svenskt porträttgalleri, artnet.com, arcadja.com):
- 1889/1891 "Promenad utmed trädgårdsmuren" (Spaziergang an der Gartenmauer), Frankreich
- 1890 "Fransk gård" (Französischer Garten), "I köksträdgården" (Im Gemüsegarten), "Kvinna på trädgårdsgång" (Frau auf Gartenweg), "Skogstjärn" (Waldsee), Frankreich
- 1891 "Ett kritiskt ögonblick" (Ein kritischer Moment), "Vår i trädgården" (Unser Garten), Frankreich
- 1893 "Quinta dos Bonecas", Portugal
- 1894 "Allén"
- 1896 "Förförelse" (Die Verführung)
- 1897 "Sensommarafton" (Spätsommerabend), "Mansken over Landskap" (Mondschein über der Landschaft)
- 1899 "Natt" (Nacht)
- 1901 "Efter åskby" (Nach dem Gewitter), Frankreich
- 1904 "Skogslandskap" (Waldlandschaft)
- 1907 "Landskap med Trad" (Landschaft mit Bäumen)
- 1909 "Blommande trädgård" (Blühender Garten)
- 1911 "Höstlandskap med vatten" (Herbstlandschaft mit Wasser)
- 1916 "Vid vårbäcken", "Sunset over North Carolina stream"
- 1940 "Strandod"
- ???? "East Bute Dock", Großbritannien

## Ausstellungen
Über Ausstellungen von Carl Waldemar Olson ist wenig überliefert. Im Rahmen seines Aufenthalts in Frankreich durfte der Schwede 1890 im Pariser Salon ausstellen – eine Tänzer-Studie. 1897 nahm Olson an der sogenannten Stockholmuställningen (General Art and Industrial Exposition of Stockholm) teil.
Zu Beginn des 20. Jahrhunderts stellte er gemeinsam mit dem Malerkollegen Carl Wilhelmson in Göteborg aus. Auch Wilhelmson lebte und arbeitete in den 1880er-Jahren in Paris und hatte im Salon de Paris ausgestellt. 1914 war Olson Kunstbeauftragter der Baltiska utställningen (The Baltic Exhibition) im schwedischen Malmö.